# ハリファックス大爆発
ハリファックス大爆発（ハリファックスだいばくはつ、英語: Halifax Explosion）は、1917年12月6日朝、カナダのノバスコシア州ハリファックスで発生した大災害である。アッパー・ハリファックス港とベッドフォード湾を繋ぐ狭い水路で、ノルウェー船「イモ（Imo）」が、高性能爆薬を積んだフランスの貨物船「モンブラン（Mont-Blanc）」と衝突し、モンブランで発生した火災が積荷に燃え移り、ハリファックスのリッチモンド地区を破壊する大爆発を起こした。爆風や破片、火災、建物の倒壊により約2,000人が死亡したほか、推定9,000人が負傷した。この爆発は、核兵器開発以前に発生した人によって引き起こされた最大の爆発であり、おおよそTNT換算で2.9キロトンに等しいエネルギーを放出した。
モンブランはフランス政府の依頼で、ニューヨークからハリファックス経由でフランスのボルドーまで高性能爆薬を運んでいた。午前8時45分頃、モンブランは約1ノットの低速で、ニューヨークでベルギー向けの補給物資を積むためベルギー救援委員会が用船した空荷のイモと衝突した。モンブランで発生した火災はたちまち手が付けられなくなり、約20分後の午前9時4分35秒、モンブランが爆発した。
リッチモンド市街を含む、半径800メートル内のほぼ全ての建物が吹き飛んだ。圧力波により木は折れ、線路はねじ曲がり、建物は木っ端微塵となり、津波によりイモを含む船は陸地へ押し流されて座礁し、モンブランの破片は数キロメートル四方に散乱した。街中の窓で無傷のものはほとんど無かった。港の対岸のダートマスにも被害が広がった。爆発により生じた津波は、数世代にわたりタフツ・コーブに住んでいたファースト・ネーション、ミクマク族の集落を押し流した。
救助活動は直ちに始まり、病院はすぐに満員になった。ノバスコシアやニューブランズウィックを越えてきた救援列車が爆発当日から到着した。一方、カナダ中央部やアメリカ合衆国北東部からの列車は吹雪のために遅延した。災害直後から、家を失った多くの人々を収容する仮設避難所の建設が始まった。初期尋問ではモンブランに爆発の責任があったとされたが、後の主張により両船に責任があるものと決定された。ノースエンドには、爆発の犠牲者を悼む記念物が複数ある。

## 背景

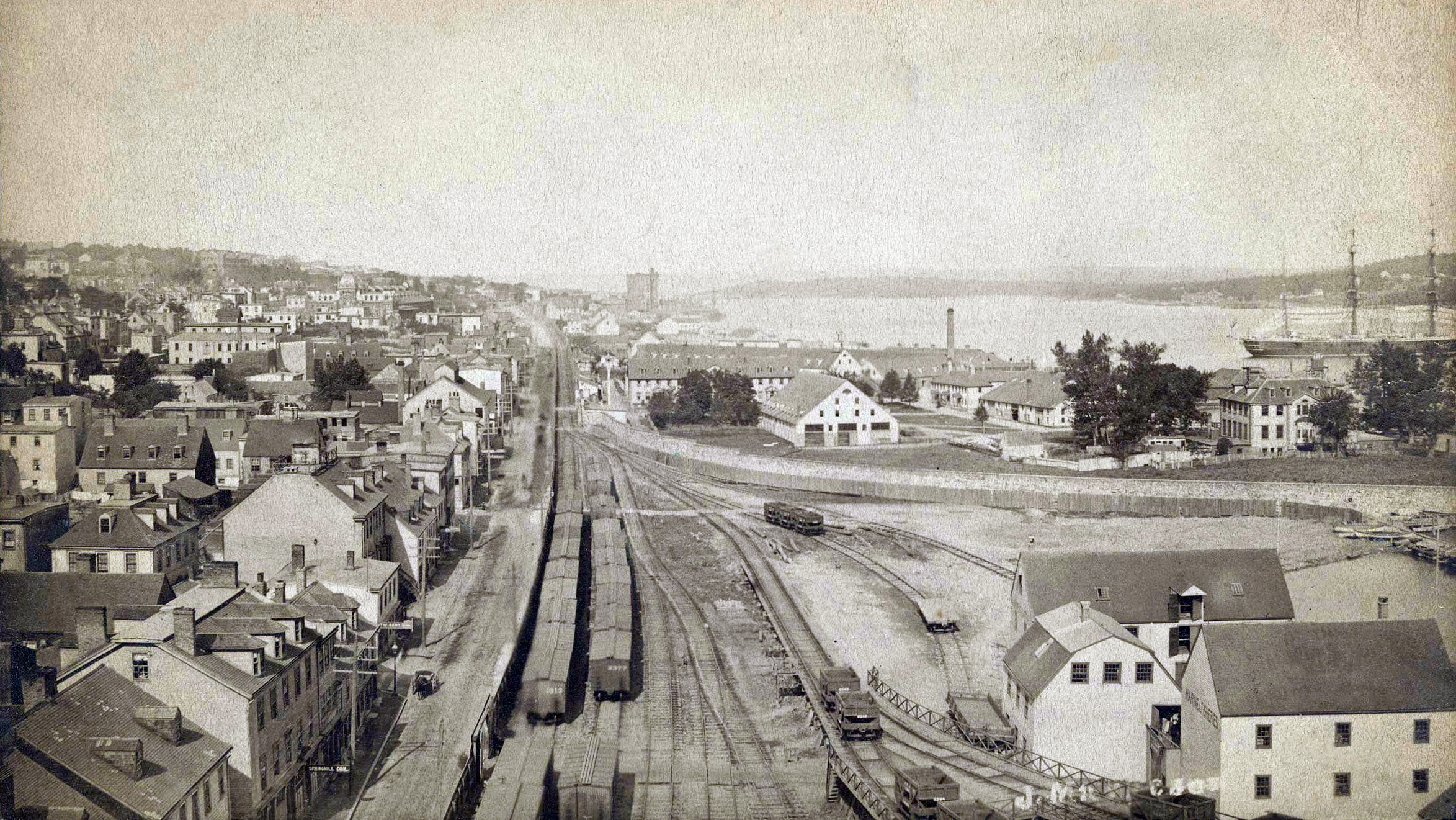
カントリーエレベーターから北のアカディア製糖工場方向を観た1900年頃の光景。後に1917年の大爆発で破壊された。

ハリファックスはハリファックス港の西岸にあり、ダートマスは東岸に位置する。ハリファックスとダートマスは戦争で栄えてきた。ハリファックス港は、イギリス海軍の北米における最重要基地の一つかつ戦時貿易の中心地であり、アメリカ独立戦争、ナポレオン戦争、米英戦争では、敵国船を襲う私掠船の母港であった。
1880年のインターコロニアル鉄道とディープウォーター・ターミナル（Deep Water Terminal）の完成により、蒸気船貿易の取り扱い量は増大し、港湾地区の発展を加速化させた。しかし、地元の工場がカナダ中央部の競合他社に敗北したため、1890年代には経済的に低迷した。イギリスの守備隊も1905年暮れから1906年初頭にかけてハリファックスから去った。カナダ政府はイギリス海軍からハリファックス海軍工廠 （現在のハリファックス海軍基地）を引き継ぎ、1910年にカナダ海軍が創設されると、その司令部となった。
第一次世界大戦を目前にして、カナダ政府は港と付属施設の増強を開始した。第一次世界大戦の勃発当時、カナダ海軍は外洋を航行可能な船をほとんど保有していなかったため、イギリス海軍が大西洋の貿易航路を守る任を負うこととなり、ハリファックスが北アメリカでの作戦基地に再び選ばれた。1915年、港の運営はエドワード・ハリントン・マーティン（Edward Harrington Martin）大佐の監督の下、カナダ海軍の指揮下に置かれることとなった。1917年には、ハリファックスに警備艇、タグボート、掃海艇を含む艦隊が増強されつつあった。
ハリファックスとダートマスの人口は、1917年にはそれぞれ6万人と6万5千人にまで増加した。護送船団がヨーロッパ戦線へ人員や動物、物資を運んでいた。ノバスコシアにおける主要な積出港は、ケープ・ブレトン島のシドニーとハリファックスの2か所であった。ハリファックスには負傷兵が病院船で運び込まれ、新たな軍病院が建設された。
大西洋を横断する船舶に対するドイツ軍の潜水艦作戦の成功を受けて、連合国は、ヨーロッパに運ぶ物資や兵士の損害を抑えるため、護送船団システムを構築した。ハリファックス港の北東端に位置するベッドフォード湾に商船が集められ、2組の防潜網とカナダ海軍の警備艇に守られた。
船団はイギリス海軍の巡洋艦や駆逐艦の護衛を受け出港した。そして大規模な守備隊が、要塞や砲台、防潜網で街を守った。これらは街に軍隊、産業、住宅地の拡大をもたらし、港を通過する貨物量は約9倍に増加した。北アメリカの港へ向かう全ての中立国船は、検査のためハリファックスに寄らなければならなかった。

## 災害

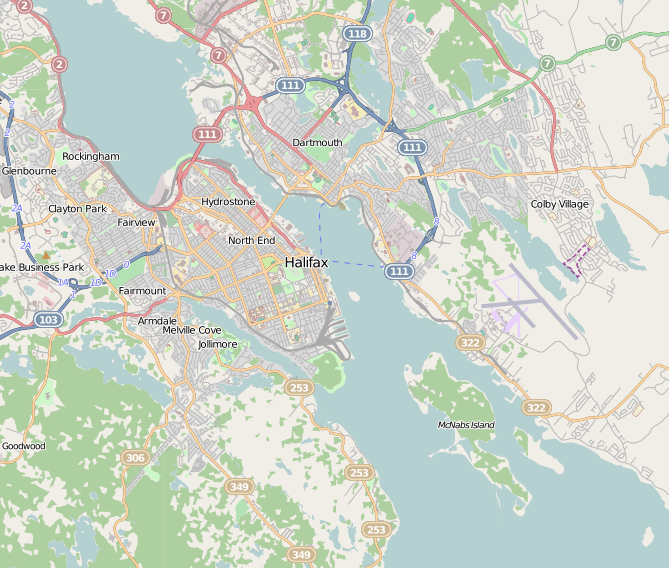
現在のハリファックスとダートマスの地図。ベッドフォード湾は地図の左上にあり、ダートマスとハリファックスの間にあるナローズは、右下にある大西洋と繋がっている。爆発は、ナローズの南岸（ハリファックス側）、現在のA・マレー・マッカイ橋（赤）とアンガス・L・マクドナルド橋（オレンジ）の間で発生した。

ノルウェー船イモ（ハーコン・フロム（Haakon From）船長）は、ベルギー向けの補給物資を運ぶため、オランダを出港しニューヨークへ向かう途中であった。同船は中立検査のため12月3日にハリファックスに入港し、燃料補給を待ちながらベッドフォード湾に2日間停泊した。イモは12月5日に出港許可が下りたが、燃料の石炭がその日の午後遅くまで到着しなかったため出港が遅れ、燃料補給完了時には夜間につき防潜網が引き上げられており、イモは翌朝まで出港できなかった。
フランスの貨物船モンブラン（エメ・ル・メデック（Aimé Le Medec）船長）は、12月5日遅くにニューヨークから到着した。同船は火薬のTNTとピクリン酸や、可燃性の高いベンゾールおよびニトロセルロースを満載していた。ヨーロッパへの出発準備中で、ベッドフォード湾に集結している船団に合流する予定であったが、遅延のため防潜網が引き上げられる前に入港することができなかった。なお、大戦前には危険物積載船は入港不可とされていたが、ドイツ軍潜水艦の危険性を受けて、規制が緩和されていた。
ベッドフォード湾との行き来には、ナローズ（Narrows）と呼ばれる海峡を通過する必要があった。船は接近する船とすれ違うときは右側を航行するものとされていた。港内での速度は5ノットに制限されていた。

### 衝突と火災
水先人のウィリアム・ヘイズ（William Hayes）を乗せたイモは、12月6日午前7時30分頃、警備艇アカディアからの信号でベッドフォード湾を離れることを許可された。イモは石炭の積載での遅れを取り返そうと、港の制限速度をはるかに超えてナローズへ進入した。イモは、港の間違った側（西側）を水先案内されていたアメリカの不定期貨物船クララ（Clara）と遭遇した。両船の水先人は右側通行ですれ違うことで合意した。イモはその直後、ナローズの中央近くを港からベッドフォード湾へ航行していたタグボートのステラ・マリスを追い越した後、さらにダートマス側へ舳先を向けることを強いられた。ステラ・マリスの船長ホレーショ・ブラネン（Horatio Brannen）は、猛スピードで接近するイモを見て、事故を回避するため船を西岸へ近づけさせた。
モンブランには1917年12月5日夜から、ベテランの水先案内人フランシス・マッケイ（Francis Mackey）が乗船していた。マッケイはモンブランの積荷に護衛船のような「特別な防護」がされているか尋ねたが、何の防護もなかった。モンブランは12月6日午前7時30分に航行開始し、朝にジョージ島と第21埠頭の間の防潜網が開けられると2番目に入港した。モンブランはベッドフォード湾へ向け港のダートマス側に進路をとった。マッケイはハリファックス・ダートマス間のフェリーや小型艇を見張った。0.75マイル (1.21 km)離れた地点でイモを最初に発見したが、イモはモンブランを遮るように、モンブランの右舷へ向かって進路をとることが懸念されるようになった。マッケイは通行権を持っていることを示すため短い警笛を1回鳴らしたが、イモはその位置を認めないことを示す2回の警笛を鳴らしてきた。船長はモンブランに機関を停止し、ナローズのダートマス側へ近づくよう、舳先をわずかに右へ向けるよう命令した。他の船が同様に右へ向かうことを期待して警笛を1回鳴らしたが、再び警笛を2回鳴らされた。

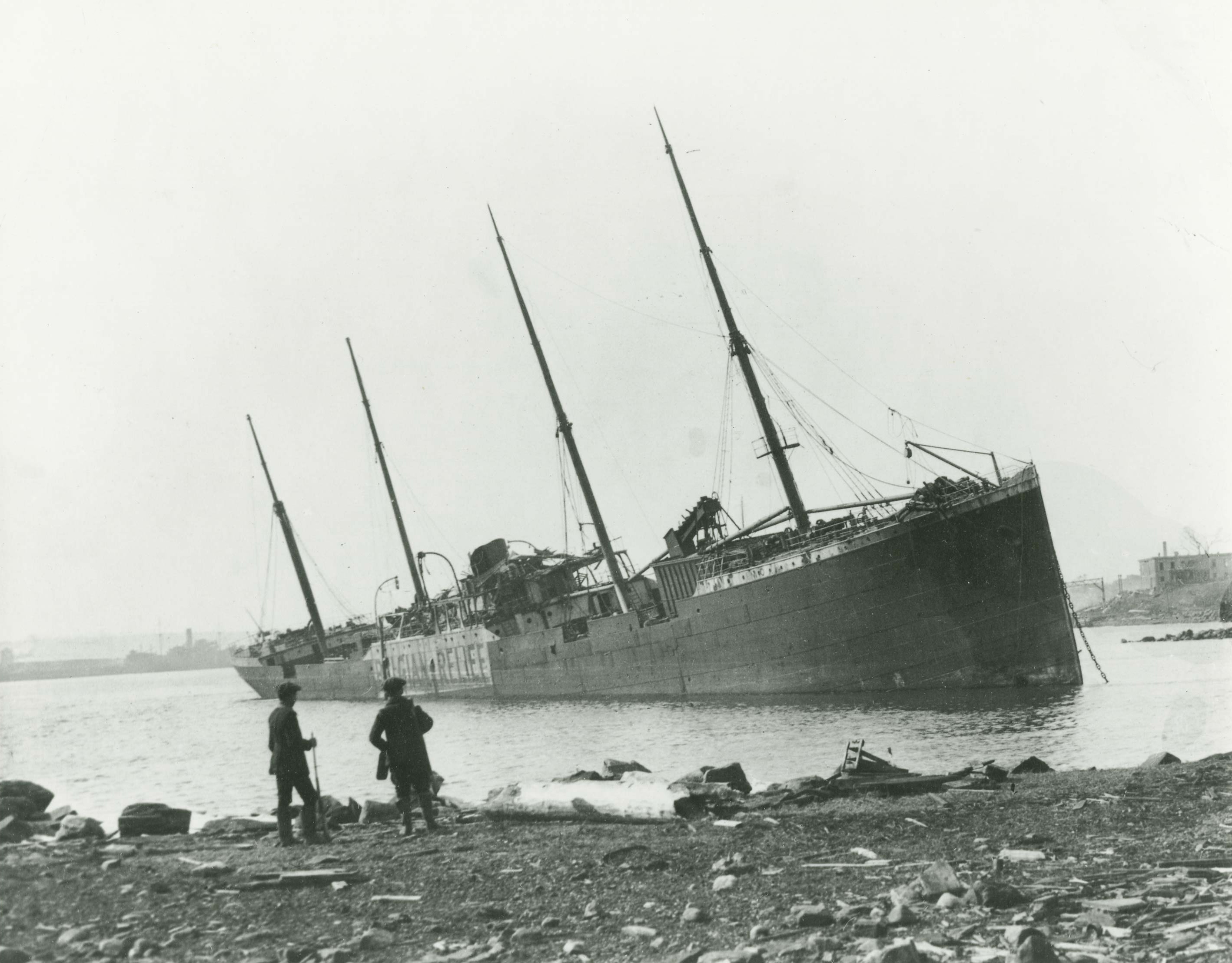
爆発後、港のダートマス側に座礁した「イモ」

近くにいた船の船員は連続する警笛を聞いて、衝突が迫っていることを認識し、イモがモンブランに向かって進むのを見るため集まっていた。この時には両船とも機関を停止していたが、慣性でゆっくりと互いに向って進んでいった。衝撃により積荷が爆発することを恐れて船を座礁させることができず、マッケイは衝突回避に向けた最後の賭けで、モンブランに港のほうへ大きく面舵をとらせ、イモの舳先を横切ろうとした。イモが動力機関を逆回転させていることを知らせるために突如警笛を3回鳴らしたとき、二隻はほぼ平行となった。イモは空船で喫水線が高いことと右回転プロペラによる横移動が重なり、船首をモンブランのほうへ変えた。そしてモンブランの右舷、第一船倉にイモの船首が突っ込んだ。
午前8時45分、両船は衝突した。モンブランの被害は甚大でなかったが、穴の開いた樽が倒れて、ベンゾールが甲板にあふれ船倉に勢いよく流れ込んだ。イモは機関が壊れたため、すぐに離れたが、モンブランの船体内部に火花を起こした。これらが揮発したベンゾールに引火した。火災は喫水線で発生し、たちまち舷沿いに上へ拡大。濃く黒い煙に包まれ、今すぐにでも爆発する恐れから、船長は船員に退艦を命令した。ハリファックス市民は、この壮観な火事を見ようと、通りに集まったり、自宅や職場の窓辺に立った。モンブランの船員は2艘の救命ボートから他の船へ今にも爆発しそうだと叫んだが、騒音と混乱のために聞き取ることはできなかった。救命ボートが港を横切りダートマスへ向かう間、放棄されたモンブランは漂流を続け、リッチモンド通りの端近くにある第6埠頭に接岸した。
衝突が起こった時、2隻の平底船を曳航していたステラ・マリスは火災に即座に対応した。はしけを停泊させて第6埠頭へ後進し、消火ホースで燃え盛るモンブランに放水した。タグボートの船長ホレーショ・ブラネンとその船員は、彼らの消火ホースで消すには火災が強すぎると認め、モンブランから後退した。巡洋艦ハイフライヤーの救命ボートと、ナイオビのピンネスが接近した。ブラネンとナイオビのアルバート・マティソン（Albert Mattison）はモンブランの船尾に綱を付け、埠頭に火が移らないよう引き離すことで合意した。最初用意された5インチ（127ミリメートル）の曳索は細すぎると思われ、10インチ（254ミリメートル）の曳索にするよう命令が出された。この時爆発が起こった。

### 爆発

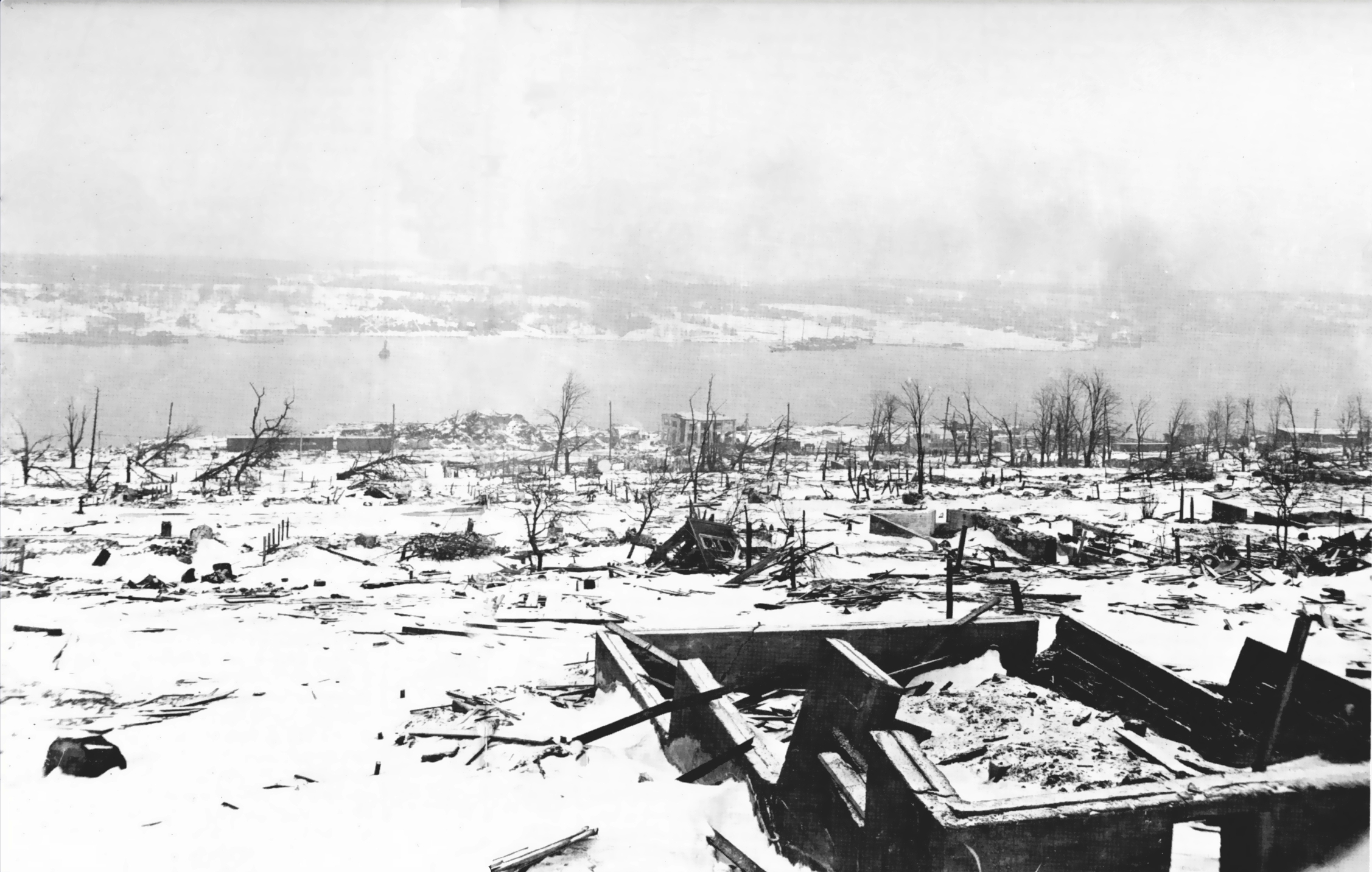
港のダートマス側から見た、爆発から2日後のハリファックスの惨状。港の向こう側に「イモ」が見える。

午前9時4分35秒、モンブランの手が付けられなくなった炎が積荷の高性能爆薬に引火した。モンブランは完全に吹き飛び、強い爆風が秒速1,000メートル（マッハ3.02=時速3,600キロメートル）を超える速度で広がった。爆発の瞬間、爆心の大気は5,000℃、数千気圧になった。白熱した鉄の破片がハリファックスとダートマスに降った。砲身が融解したモンブランの90ミリ砲が、爆発地点から約5.6キロメートル北、ダートマス地区のアルブロ湖付近に落下し、0.5トンある錨の軸は3.2キロメートル南のアームデールに落下した。
白煙は3600メートル超まで上昇した。衝撃波は音速の約23倍で広がり、207キロメートル離れたケープ・ブレトン島や、180キロメートル離れたプリンスエドワード島でも観測された。爆発により160ヘクタールを超える地域が完全に破壊され、大量の海水が押し出されたことで港の海底が瞬間的に露出した。隙間を埋めるように押し寄せた海水で津波が発生し、その高さは港のハリファックス側で高水標から18メートルの高さに達した。イモは津波によりダートマス海岸に押し流された。爆風により、捕鯨船の1人を除いた全員、ピンネスの全員、ステラ・マリスの26人中21人が死亡した。ステラ・マリスはダートマス海岸に押し流され、酷く損傷を受けた。船長の息子ウォルター・ブラネン（Walter Brannen）一等航海士は、爆風により船倉内に吹き飛ばされ、他の4人と同様に生き残った。モンブランの船員は1人を除いた全員が生き残った。
1,600人以上が即死、9,000人が負傷し、そのうち300人超が後日死亡した。半径2.6キロメートル以内の12,000棟を超える全ての建物が、破壊されるか甚大な被害を受けた。自宅から火事を見ていた者のうち数百人は、爆風により目の前の窓ガラスを粉砕され失明した。ストーブやランプも爆風で倒れ、ハリファックス中に火事を引き起こした。特にノースエンドでは、住民が自宅に取り残されたまま街区全体が猛火に包まれた。爆発で吹き飛ばされ衣服を引き裂かれた消防士のビリー・ウェルズ（Billy Wells）は、生存者が見た惨状をこう表現した「恐ろしい光景だった。窓の外に死体がぶら下がり、頭がない死体や頭上の電信線まで飛ばされた死体もあった。」。彼は消防車「パトリシア号」の隊員8人のうち唯一の生存者であった。
アカディア製糖工場（Acadia Sugar Refinery）といった、第6埠頭付近にあったレンガ造や石造の大工場は消滅して瓦礫の山となり、ほとんどの労働者が死亡した。爆発地から1.5キロメートル離れたノバスコシア紡績工場は、火災とコンクリートの床が崩れて破壊された。王立カナダ海軍大学校の建物は酷く損傷し、複数の生徒と教官が重傷を負った。リッチモンド車両基地と駅は破壊され、鉄道員55人が死亡し、500両を超える車両が破壊・損傷した。カナダで最も活気がある駅の一つであるノースストリート駅も酷く損傷した。

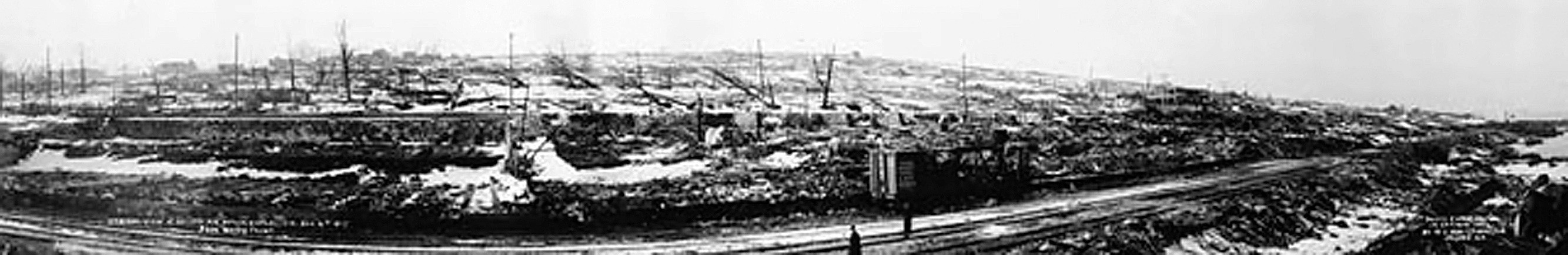
爆発から数日後、製糖工場の廃墟から、跡形もなくなったリッチモンド通り越しに見た波止場の光景。爆発時点の第6埠頭の残骸が右端にある。

爆発が発生した第6埠頭から約750フィート (230 m)の車両基地にいた、大陸横断鉄道の運行管理者ビンス・コールマンの自己犠牲がなければ死者数はさらに増えたかもしれなかった。彼と同僚のウィリアム・ロヴェット（William Lovett）は船員から燃え盛るモンブランの危険な積荷のことを知り、逃げ始めた。しかしコールマンは、ニューブランズウィック州セントジョンからの旅客列車の到着予定時刻があと数分後であることを思い出し、独り持ち場へ戻り、列車を止めるため緊急電信を送り続けた。いくつかのメッセージが記録されており、大西洋海事博物館のものにはこう記されている。「列車を止めろ。第6埠頭に向かっている弾薬船が港内で火事になり爆発しそうだ。これが私の最後のメッセージと思ってほしい。さようなら」。コールマンのメッセージを受けてハリファックスに接近中の全列車が停止させられた。また、電信は大陸横断鉄道の他の駅で受信され、鉄道員が即座に対応するのに役立った。セントジョンからの夜行である第10旅客列車は、警告に従い、爆発から安全距離にあるロッキングハムで停止し、約300人の乗客を救ったと信じられている。コールマンは自分の持ち場で爆発により死亡した。彼は1990年代にヘリテージ・ミニッツで表彰され、2000年にカナダ鉄道殿堂入りとなり、そして2018年には新たなハリファクス・ダートマスフェリーに彼の名前が付けられた。

## 救助活動

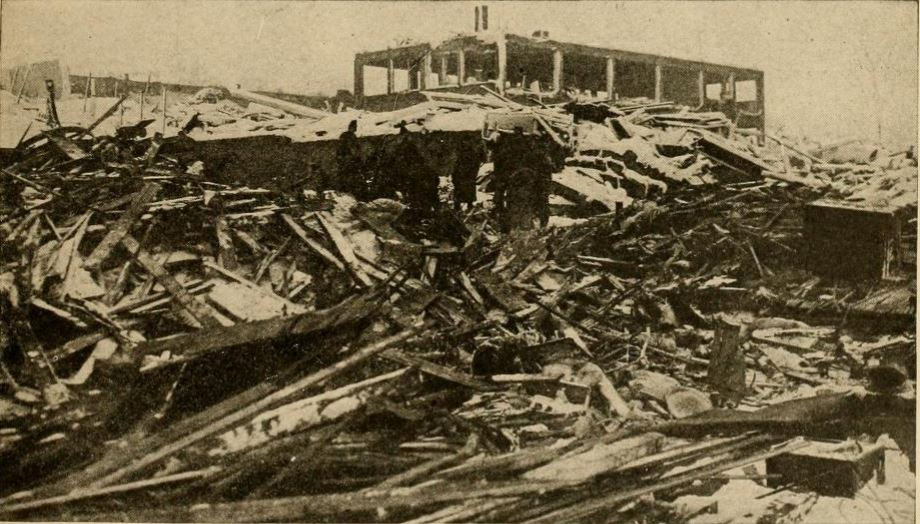
爆発後のハリファクス

最初の救助活動は、隣人や同僚が建物から犠牲者を引きずり出したり掘り出したりすることで始まった。初期の非公式な対応後すぐに、生き残った警察官や消防士、到着し始めた軍人が加わった。動ける車両を持つ人々も同様に救助活動に加わり、あらゆる種類の乗用車やトラック、配達用ワゴンが負傷者を収容するために使われた。大量の犠牲者が市の病院に運び込まれたが、たちまち病院から溢れた。キャンプ・ヒル（Camp Hill）にある新しい軍病院は、12月6日に約1,400人の犠牲者を受け入れた。
災害に最初に対応した者の中には消防士もいた。彼らはモンブランに急行し、爆発が起きる前に消火しようとした。また爆発後も、ハリファックス中から集まった消防隊とともに働いた。さらに、当日中には、200キロメートル離れたアマーストや、260キロメートル離れたモンクトンからも救援列車で消防隊が応援に駆け付けた。ハリファックス消防署の西通り第2署は、カナダ初の消防自動車「パトリシア号」の乗員とともに第6埠頭へ最初に到着した。爆発の瞬間には、火事がドックへ広がる中、ホースを伸ばしている最中であった。この日、ハリファックス消防署の隊員9人が殉職した。
港内にいたイギリス海軍の巡洋艦は、救助隊を組織し陸上へ派遣した。武装商船チャンギノラ（Changuinola）、ナイト・テンプラー（Knight Templar）、カルガリアンとともに巡洋艦ハイフライヤーが、救助隊と医師を乗せたボートを岸に送り、すぐに負傷者を運び始めた。アメリカ沿岸警備隊の小艇モリルも救助隊を送った。沖合ではアメリカ海軍の巡洋艦タコマと仮装巡洋艦フォン・ステューベンがアメリカへ向けハリファックス沖を通過していた。タコマは爆風により激しく揺れ、乗員は総員配置についた。立ち上る大きな煙の塊を見て、タコマは進路を変更し午後2時に救助支援のため到着、フォン・ステューベンはその30分後に到着した。修理のためハリファックスのドックにいた、アメリカの蒸気船オールド・コロニー（Old Colony）は小さな被害を受けたが、港内にいたイギリス・アメリカ海軍の船医と用務員を乗せて、すぐに病院船となった。
爆発の余韻が冷めないうちに、生存者たちは爆発はドイツ軍の航空爆撃によるものと考え恐怖に怯えた。砲台と兵舎にいた部隊は街が攻撃された場合に備えて直ちに出動したが、爆発の原因と場所が特定されたため、一時間もしないうちに、防衛から救出へ任務を変更した。行動可能な全部隊が港の要塞と兵舎からノースエンドへ召集され、生存者を救出し、市内の軍病院2か所を含む病院へ搬送した。
混乱に加えて、第二の爆発が恐れられた。ウェリントン駐屯地（Wellington Barracks）の弾薬庫で水兵が消火した時、通風孔から蒸気の雲が噴き出た。火はすぐに消されたが、雲が離れた場所から見え、たちまち別の爆発が迫っていると噂された。軍服姿の将校が皆にその地区から去るよう命令した。噂は街中に広がり、多くの家族が自宅から逃げた。正午近くに落ち着きを取り戻すまでの2時間以上にわたり、混乱が救助活動の支障となった。救助活動を行っていた多くの者が避難を無視し、海軍の救助隊は港で活動を中断せず続けた。
災害の中心地にある操車場で生き残った鉄道員たちは救援活動に執りかかり、港やがれきの下から人々を救出した。セント・ジョン（Saint John）発の夜行列車はハリファックスに向かっている最中に爆風を受けたが、軽微な被害で済んだ。同列車は線路が残骸で遮られるまでリッチモンドへ走行し続けた。列車の乗客と兵士は、車両の緊急脱出器具を持ち出し家から被災者を救い出し、寝台車のシーツを包帯として使った。同列車は、負傷者を乗せて医者とともにハリファックスを1時30分に出発し、トゥルーロへ向かった。
マッカラン・グラントノバスコシア副総督の指揮で、主要な市民が正午頃ハリファックス救援委員会を立ち上げた。同委員会は、ハリファックスとダートマス向けの医療救援の組織化、輸送、食料、避難所の提供、被害者のための医療や埋葬費用の負担を受け持った。委員会は1976年まで存続し、再建や救援活動に加わり、後に生存者向けの住居を提供した。
救援列車がカナダ大西洋岸やアメリカ合衆国北東部から急派された。最初の列車は、医療関係者や物資を乗せて午前10時頃トゥルーロを出発し、正午までにハリファックスに到着。午後3時には負傷者と住宅難民を乗せてトゥルーロへ戻った。線路はベッドフォード湾の西端のロッキンガムの先で不通になっていた。負傷者のもとに行くために、救助隊は軍が道路をきれいにした場所まで廃墟の街を通って歩かなければならなかった。日暮れまでに12本の列車が、ノバスコシアのトゥルーロ、ケントビル、アンハースト（Amherst）、ステラトン, ピクトー、シドニー、ニューブランズウィックのサックビル、モンクトン、セント・ジョンからハリファクスに到着した。
その後、ハリファックスは16インチ (41 cm)の積雪を伴う吹雪に見舞われたため、翌日の救援活動は難航した。カナダの他地域やアメリカ合衆国から来る途中の列車は吹き溜まりで立ち往生し、爆発後に急いで修理された電信線は再び使えなくなった。ハリファックスは嵐により孤立し、救援委員会は生存者の探索の一時休止を強いられた。が、嵐は街中の消火活動の助けになった。

## 破壊および人的損害

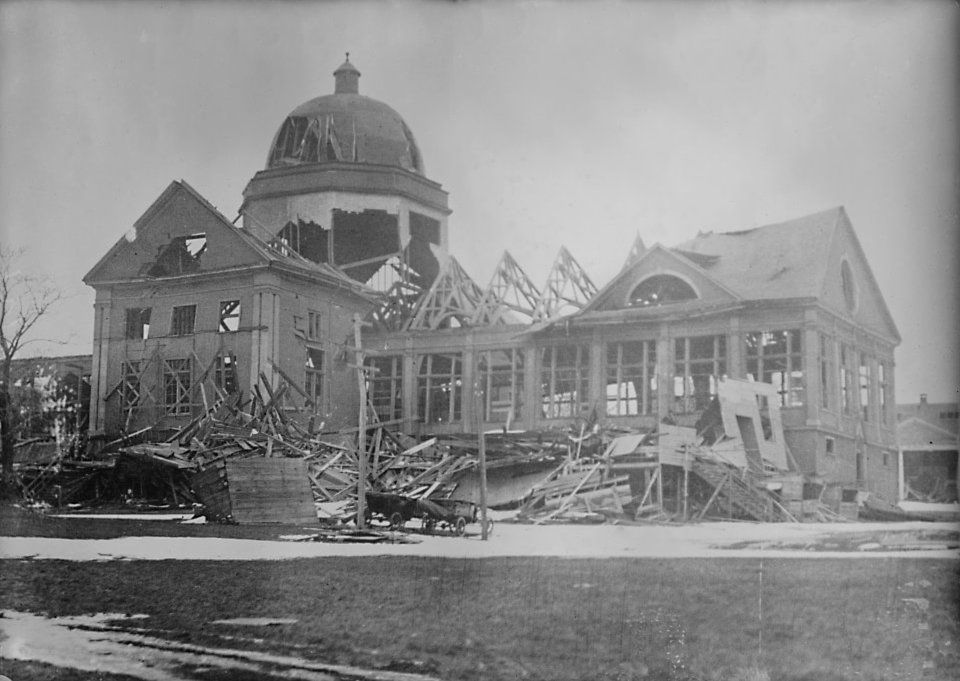
爆発後の光景：ハリファックス博覧会ビル。最後の遺体は1919年、ここで発見された。

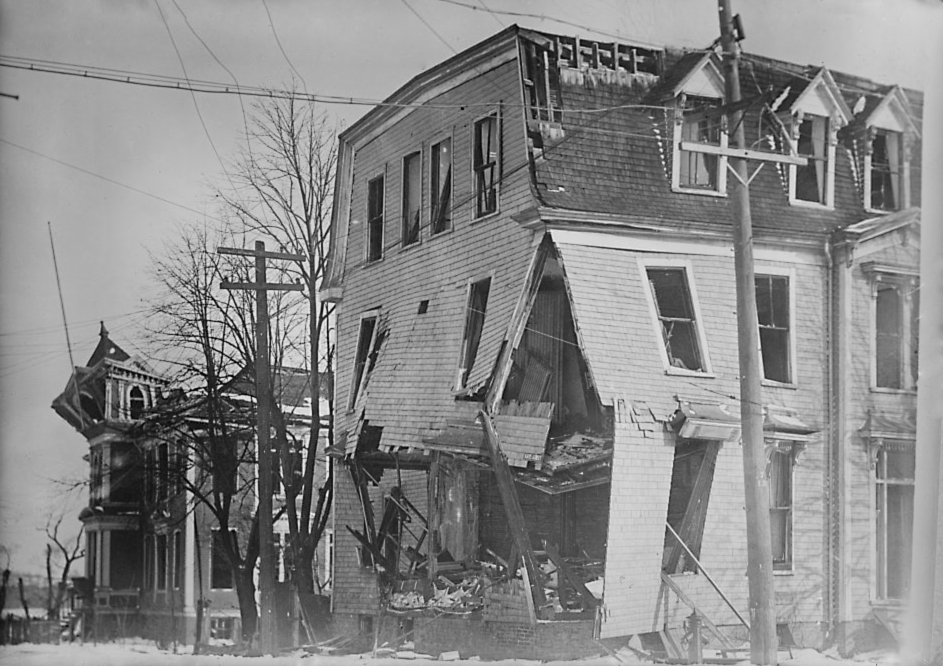
爆発後の光景：ゲッティンゲン（Göttingen）通りとケイ（Kaye）通りの南東角にあった、聖ヨハネ修道院（St. Joseph's Convent）。

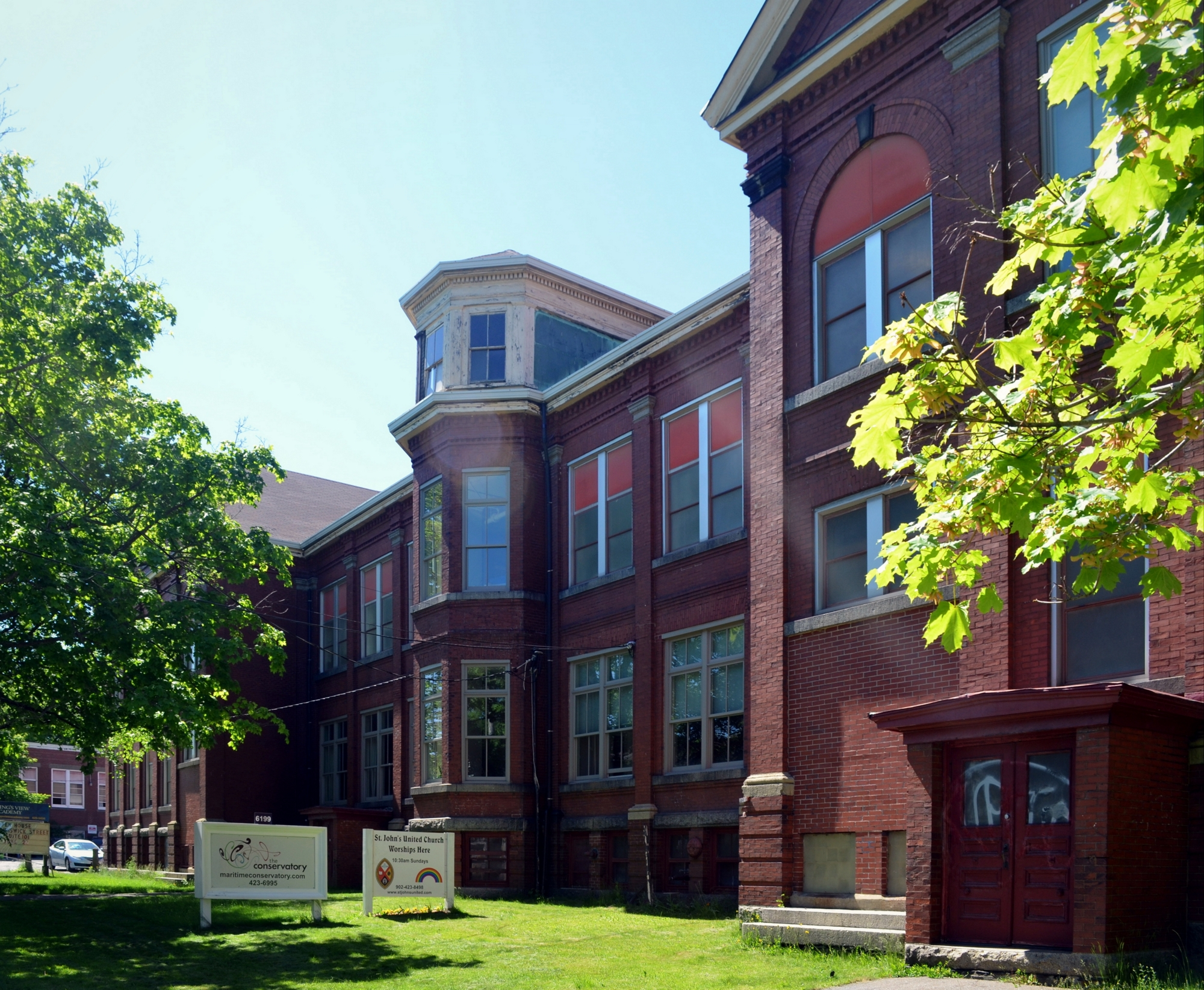
遺体安置所として使用されたシェブクト・ロード・スクール（Chebucto Road School）

爆発による正確な死者数は不明である。ノバスコシア・アーカイブスが2002年に編纂した公式データベースであるThe Halifax Explosion Remembrance Bookでは、犠牲者を1,950人としている。1,600人もの人々が、爆風や津波、建物の崩壊で即死した。最後の遺体である、博覧会ビルで死亡した管理人は1919年夏まで収容されなかった。さらに9,000人が負傷した。爆発と火災で1,630棟の住居が破壊され、12,000棟が損傷した。約6,000人が家を失い、25,000人は避難所が不足していた。工業地区は大部分が失われ、犠牲者の中には多くの労働者が含まれ、造船所は大被害を受けた。
アルダーマン・R・B・コールドウェル（Alderman R. B. Coldwell）を委員長とする遺体安置委員会が、爆発当日の朝すぐにハリファックス市役所内に設置された。ウエストエンド地区にあるシェブクト・ロード・スクール（Chebucto Road School、現在のMaritime Academy of Performing Arts）が中央遺体安置所に選ばれた。王立カナダ工兵隊の中隊が学校の地下室を遺体安置所に、教室をハリファックス検死官の事務所に修理・改造した。遺体を積んだトラックや荷馬車がすぐに到着した。遺体安置所が設けられると、アーサー・S・バーンステッド（Arthur S. Barnstead）検死官はコールドウェルから引き継ぎ、慎重に遺体を数え記録するシステムを実行した。これは彼の父ジョン・ヘンリー・バーンステッド（John Henry Barnstead）が1912年にタイタニック号の犠牲者を識別するために開発したシステムに基づいていた。
爆発による負傷の多くが、例えば飛散したガラスや爆発の閃光を原因するもので、恒久的な障害となった。数千人が港内で燃える船を見るため立ち止まっていた。建物の中にいた多くの者が粉々になった窓ガラスの破片を直接浴びた。約5,900人が目を負傷し、うち41人が失明したとの報告がある。
被害額は約3,500万カナダドル（現在の6960万カナダドル）と推計され、様々なところから約3,000万ドルの財政支援が行われた。その中には連邦政府からの1,800万ドル、イギリス政府からの400万ドル超、マサチューセッツ州からの75万ドルが含まれていた。

### ダートマス
ダートマスはハリファックスほど人口が密集しておらず、港を挟んで爆心地から距離があったが、それでも大被害を負った。ダートマス側で約100人が死亡したと推定されている。窓は粉々に割れ、オランド醸造所やスタール製造会社（Starr Manufacturing Company）の一部を含む、多くの建物が損傷を受けたり、破壊された。ダートマスにあった唯一の病院であるノバスコシア病院では、犠牲者の多くが治療を受けた。

### ミクマク集落
ベッドフォード湾のダートマス側にある入り江とその周囲には、ミクマク族の小さな飛び地があった。ハリファックスの第9埠頭の真向かいに位置するタフツ・コーブ（タートル・グローブ（Turtle Grove）とも呼ばれる）にコミュニティがあった。その居住は18世紀にさかのぼるが、白人入植者の地主がミクマク族の住民を追い出そうとして対立していた。爆発前のはるか前から、先住民サービス局がミクマク族に土地を諦めさせようとしていたが、爆発時には解決していなかった。モンブランの火災は港の両岸の多くの見物人の注意を引いた。集落の建造物は爆発と津波により消滅した。ミクマク族の正確な死者数は不明だが、9人の遺体が収容され、災害後に集落は再建されなかったと記録されている。犠牲者の記録（Halifax Remembrance Book）にはタフツ・コーブで死亡した16人が記載されている。ただし記載された死者全員が先住民ではない。生存者は、概して酷い状態の人種的に隔離された建物に住み、やがてノバスコシア各地に離散した。

### アフリクビル
ハリファックス半島に隣接するベッドフォード湾の南岸にあった、アフリクビルの黒人街は、南に向かって高くなっている斜面の影となり、爆風の直撃を免れた。アフリクビルの小さい脆弱な家屋は爆発によりひどい被害を受けた。住民5人が死亡したと記録されている。アフリクビルはわずかな寄付支援金しか受け取ることができず、爆発後に他地区のような革新的な再建は行われなかった。

## 捜査
ハリファックスの多くの市民が当初、爆発はドイツ軍の攻撃によるものと信じた。ハリファックス・ヘラルドは、ドイツ人が爆発の被害者を嘲笑しているなどと、しばらくの間、それが事実であると喧伝し続けた。イモの操舵手のノルウェー人、ヨハン・ヨハンセン（John Johansen）は、爆発で負った重傷の治療を受けている間、怪しい行動を取っていたと憲兵に通報された。ヨハンセンは、ドイツ語で書かれたと思しき手紙を所持しているのを発見されると、ドイツのスパイ容疑で逮捕された。しかし実際にはノルウェー語で書かれたものであることが明らかになった。爆発直後、ハリファックスのドイツ人生存者のほとんどが検挙され投獄された。ドイツ人の関与の噂は残っていたが、本当の爆発原因が知られるようになって、ようやく恐怖が消え失せた。
衝突の原因を捜査するため海難審判が組織された。審判は1917年12月13日にハリファックス裁判所で開廷し、ジャスティス・アーサー・ドライスデール（Justice Arthur Drysdale）が審判長を務めた。1918年2月4日に出された審判報告書は、モンブランの船長エメ・ル・メデック、水先人フランシス・マッケイ、それと、港や水路、対潜防御を担当する王立カナダ海軍主任検査官のＦ・エヴァン・ワイアット（F. Evan Wyatt）中佐に衝突の責任があると非難した。強い反フランス感情がある地元の意見と、イモの弁護士チャールズ・バーシェル（Charles Burchell）が用いた「ストリートファイター」風の討論に恐らく影響を受けていた、自治領海難審判官Ｌ・Ａ・デメールズ（L. A. Demers）の「モンブランの責任はどんな犠牲を払っても衝突を確実に回避することだけであった」という意見に、ドライスデールは同意した。Ｗ・Ａ・ヘンリー（W. A. Henry）検事によれば、これはイモが水路の間違った側を通過したことを非難されるものと予期していた「ほとんどの人々にとって大きな驚き」であった。三人は、リチャード・A・マクロード（Richard A. McLeod）判事の予備審問で故殺および刑事過失により訴追され、裁判所に送られた。ノバスコシア最高裁判所の司法官ベンジャミン・ラッセルは、これらの訴追を裏付ける証拠がないと判断した。マッケイはヘイビアス・コーパスにより釈放され、起訴も取り下げられた。ル・メデックの訴追も却下された。残るワイアットだけが大陪審にかけられた。1918年4月17日、陪審団は1日かからずに終わった裁判で彼を無罪とした。
ドライスデールは、2隻の所有者が互いに損害賠償請求する最初の民事訴訟も監督した。彼の判決（1918年4月27日）は、モンブランに完全な責任があるとした。カナダ最高裁判所の控訴審（1919年5月19日）、ロンドンの枢密院司法委員会（1920年5月22日）は、モンブランとイモが、衝突を引き起こした航行上のミスに関し等しく責任があると決定した。関係者は誰も有罪を宣告されたり、災害を引き起こした行動で起訴されたりすることはなかった。

## 再建

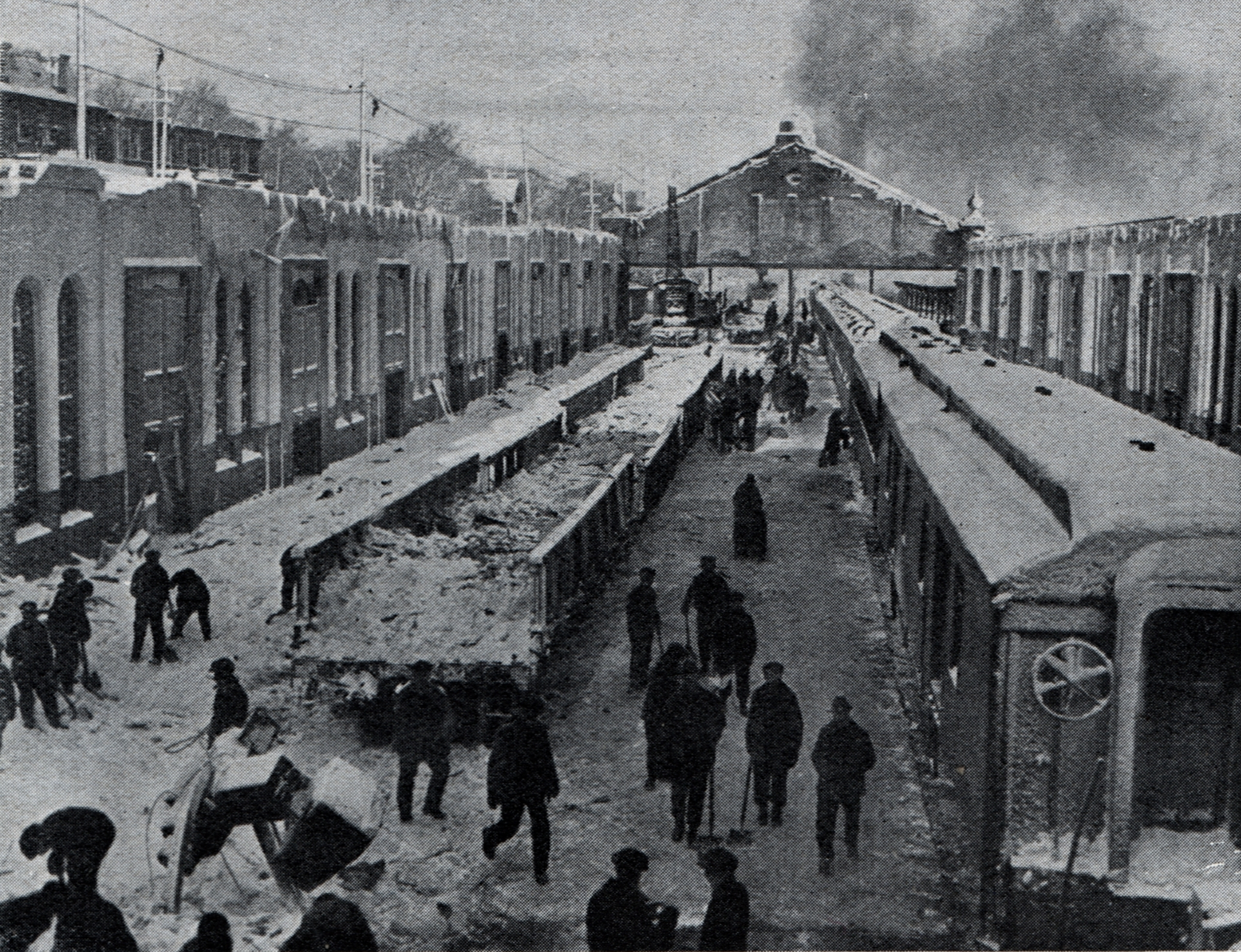
ノースストリート駅の瓦礫を片付ける労働者。

爆発から間もなく、瓦礫を片付け、建物を修復し、爆発で家を失った生存者の仮設住宅を建てる作業が開始された。1918年1月下旬時点で、まだ約5千人は家がなかった。ロバート・ロウ（Robert Low）大佐が率いる再建委員会は、マサチューセッツ＝ハリファックス救援基金（Massachusetts-Halifax Relief Fund）から資金を得て832軒の住宅を建設した。
12月7日、サウスエンドの臨時駅で鉄道が部分的に再開した。12月9日、線路が清掃され、ノースストリート駅が再開し、全面運行が復活した。カナダ国有鉄道は、操車場の清掃と修復および鉄道桟橋と海軍工廠の再建を行う特別部隊を編成した。ほとんどの埠頭は12月末には操業を再開し、1月までに修理された。ノースエンド・ハリファックスのリッチモンド地域は、爆発の矢面に立った。1917年時点で、労働者階級が住む地域とみられたリッチモンドには舗装道路がほとんどなかった。爆発後、ハリファックス救援委員会はリッチモンドの再建をノースエンドの改良・近代化の機会であるとした。イギリス人の都市計画家トーマス・アダムスとモントリオールの建築事務所ロス・アンド・マクドナルドがリッチモンドの新しい住宅計画を作成するために集められた。アダムスはビクトリア風の田園都市運動に刺激されて、緑地へのアクセスや低層・低密度で複合機能を持つ市街地を作ることを企図した。並木がある舗装された大通りに面して326戸の住宅が設計された。その住宅は革新的な防火素材であるハイドロストーンと呼ばれる圧縮セメントのブロックで建てられた。1919年3月までには最初の家に入居が行われた。完成すると、住居、ビジネス街、公園のあるザ・ハイドロストーン地域は、ハリファックスのノースエンドのコミュニティに新たな感性を生み出すのを助けた。現在では高級住宅街や商業地区となっている。対照的に、アフリクビルの貧しく未開発の地域は再建事業に含まれなかった。
ハリファックス海軍工廠の全ての建物、巡洋艦「ナイオビ」、ドックそのものは何らかの修理が必要となった。しかし掃海艇や警備艇は全て無傷であった。ロバート・ボーデン首相は、政府は「ハリファックス港を再建するため全面協力する。これは大英帝国にとって最重要だ」と誓約した。アメリカ海軍「タコマ（Tacoma）」のシミントン（Symington）船長は港は数か月使用できないと推測したが、12月11日には護送船団が出発し、クリスマス前に海軍工廠は再稼働した

## その後

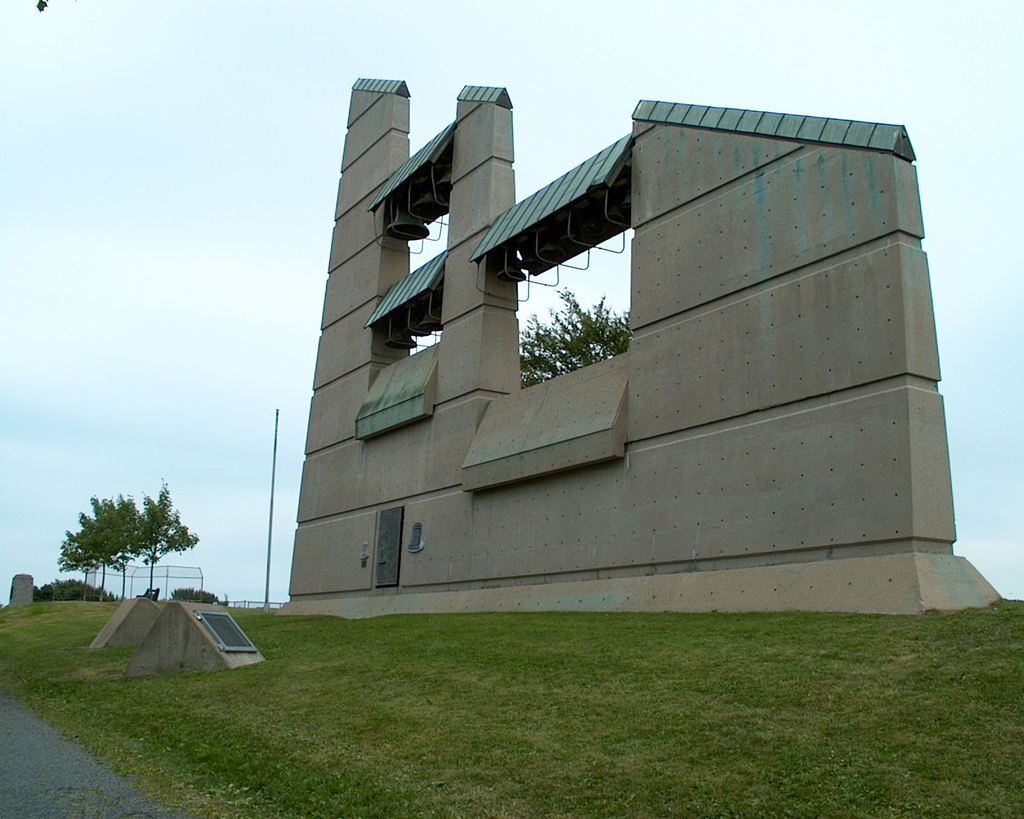
ハリファックス大爆発メモリアル・ベルタワー

ハリファックス大爆発は、人間が引き起こした核爆発以外の大爆発の一つである。1994年にハリファックスの歴史家ジェイ・ホワイト（Jay White）は130の大爆発を幅広く比較し、「ハリファックス大爆発は、5つの要素：被害者数、爆発力、廃墟の半径、爆発物の量、破壊された資産の総額を複合的に考察する限り、全体的な規模で並ぶものがない。」と結論付けた。長い間、ハリファックス大爆発は大きな爆発を比較する上での基準となった。例えば、広島への原子爆弾投下の報道で「タイム」誌は、リトルボーイの爆発力はハリファックス大爆発の7倍だと述べた。
爆発による多数の目の負傷者は、医師の一部に負傷した目の治療方法のより良い理解をもたらし、ダルハウジー大学教授のヴィクトリア・アレン（Victoria Allen）によると、「新たに設立されたカナダ国立失明研究所により、ハリファックスは失明治療の中心として世界的に知られるようになった」。こうした災害での組織的な小児科治療の欠如も、ボストンから応援に来た外科医のウィリアム・E・ラッドにより言及された。ラッドの爆発への洞察は、彼を北アメリカにおける小児外科学専門家のパイオニアにさせたと一般的に信じられている。また、ハリファックス大爆発は公衆衛生や出産看護周辺を含む医療制度改革を促進した。

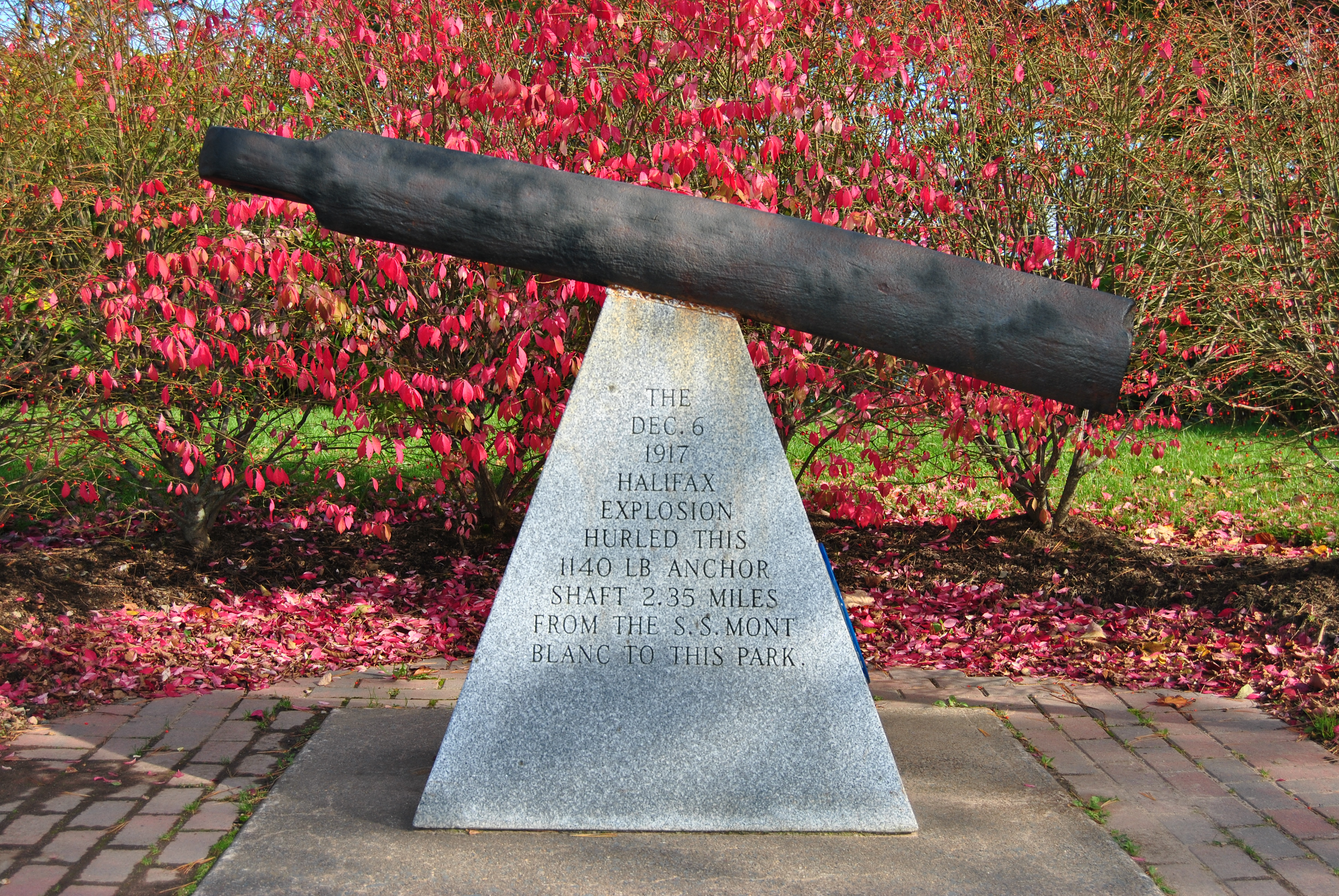
モンブランのアンカーシャフト

大爆発はハリファックス全ての家族や労働者集団に悪影響を及ぼしたことから、生存者にとって酷く衝撃的なものであり、その記憶は広く抑圧された。爆発1周年の記念式典の後、市は数十年間式典を行わなかった。2回目の式典が行われたのは50周年の1967年であり、その後も行われなかった。
1964年、爆発の犠牲者を忘れないよう設計されたハリファックス・ノース・メモリアル図書館の建設が開始された。図書館の入り口には、大爆発を記憶するために建てられた最初のモニュメントであるハリファックス大爆発メモリアル・スカラプチャーが、芸術家のジョルディ・ボネにより制作された。この彫刻は2004年にハリファックス地方行政区（Halifax Regional Municipality）により解体され、部品は散逸し失われた。彫刻を記念展示物に戻そうという運動が行われたものの、残存していた破片は、モントリオールに住むボネの家族に2015年に引き渡された。ハリファックス大爆発メモリアル・ベル（Halifax Explosion Memorial Bells）は1985年に建てられ、「爆心地」に面するフォート・ニードハムの丘（Fort Needham Hill）にある巨大なコンクリート製の彫刻に近くの教会から記念のカリヨンが移された。ベルタワーでは毎年12月6日に市民による式典が開催される。レディ・ハモンド通り（Lady Hammond Road）にあるハリファックス消防署にある記念物は、爆発で殉職した消防士を顕彰している。モンブランの破片は、爆発の記念物として、ダートマスのアルブロ・レイク道路（Albro Lake Road）、レガッタ・ポイント（Regatta Point）のほか各地に置かれている。フェアビュー墓地とバイヤーズ・ロード墓地（Bayers Road Cemetery）には爆発の犠牲者の集団墓所がある。把握されている犠牲者全員の名前を載せたメモリアルブックがハリファックス・ノース・メモリアル図書館と、ハリファクス大爆発に関する大規模な常設展示がある大西洋海事博物館（Maritime Museum of the Atlantic）で展示されている.。ハロルド・ギルマンが、災害を記憶する絵の制作を任された。その作品「夕暮れのハリファックス港（Halifax Harbour at Sunset）」は「港が邪魔されずに見えるよう視点を後ろに下げたため、最近の荒廃をあまり伝えなかった」。
ヒュー・マクレナンの小説「Barometer Rising」（1941年）は、爆発があった時代のハリファックスを舞台としており、爆発がハリファックスに与えた衝撃について慎重に調査した描写を盛り込んでいる。マクレナンの後、ジャーナリストのロバート・マクニールは「Burden of Desire」（1992年）を書き、大爆発を当時の社会的・文化的変化のメタファーとして用いた。マクレナンとマクニールが大爆発をロマンス小説としたのは、フランク・マケルベイ・ベルが書いた短編小説「A Romance of the Halifax Disaster」（1918年）に似ていた。この作品は若い女と負傷した兵士の恋愛を描いたものである。ケリー・ロス・レッキー（Keith Ross Leckie）は2003年にテレビのミニシリーズ「Shattered City: The Halifax Explosion」の脚本を書いた。ただし、ジャネット・キッツのノンフィクション「Shattered City: The Halifax Explosion and the Road to Recovery」（1990年）とは関係はない。この作品は事実の歪曲と不正確な点を批判された。

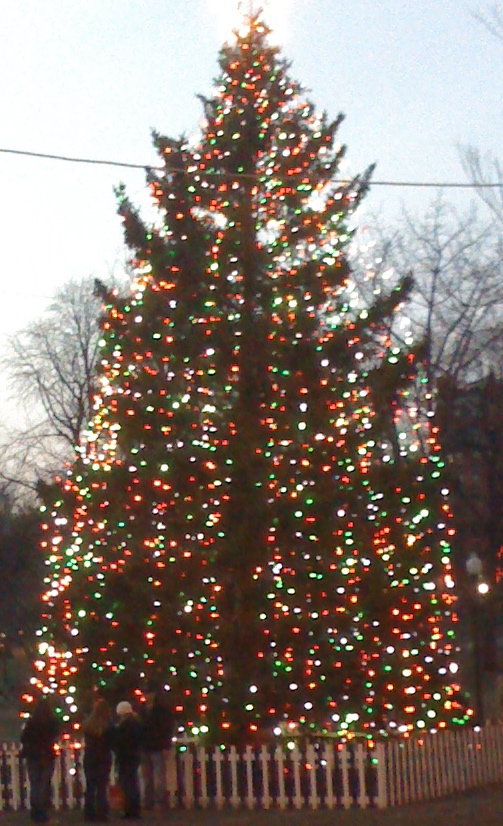
2010年のボストン・クリスマス・ツリー

1918年にハリファックスは、ボストン赤十字社とマサチューセッツ公共安全委員会が災害直後に行った支援への感謝と記念として、ボストンにクリスマスツリーを贈った。この贈り物は1971年に、爆発後のボストンの支援に感謝するとともにクリスマスツリー輸出の宣伝のため、年一度巨木の寄付を始めたルーネンバーグ郡クリスマスツリー生産者協会（Lunenburg County Christmas Tree Producers Association）により復活した。後にノバスコシア州政府により引き継がれ、貿易と観光宣伝はもちろんのこと、善意の証として続いている。この木がボストン・クリスマス・ツリーであり、ホリデーシーズンにボストンコモンで灯される。両市にとっての象徴的な重要性に敬意を表して、ノバスコシア自然資源部（Nova Scotia Department of Natural Resources）は、ツリーの選定に特別なガイドラインを設けている。